# Circonscription de Kossober
La circonscription de Kossober est une des 135 circonscriptions législatives de l'État fédéré Amhara, elle se situe dans la Zone Agew Awi. Son représentant actuel est Nebret Fentahun Mesker.